# 暴徒 (马)
暴徒(1972 年4月17日–1975年7月7日) 是一匹美国出生及训练的纯血竞赛马。赢得了包括当时作为美国三后冠的橡子锦标、母鹅锦标与CCA橡树在内的十场比赛。她在参加的每一场比赛中都采取领头跑法，并在赢得的八场锦标赛中都创下了新的纪录。1975 年 7 月，她与同年的肯塔基德比胜马愚悦进行了单挑，在这场比赛中，她右前腿两处骨折。尽管进行了手术，但她在麻醉苏醒后的挣扎导致伤势加重。最终她被实施了安乐死，随后葬于贝蒙园的旗杆之下，头朝向终点线的方向。
2023年，因贝蒙园将进行翻修，她的遗体被迁回她出生的克莱伯恩牧场，并在9月1日重新安葬。
1976年，暴徒入选美国赛马殿堂，《Blood Horse》杂志评选的20世纪20世纪美国100匹顶级赛马排名中她位居第三十五位，是雌马中排名最高的。她的故事被改编成2007年上映的电影《Ruffian》 ，并改编出多部书籍。

## 竞赛生涯
2岁期间
暴徒赢得了所有五场比赛。在出道战中以15个马身的夺得胜利，追平了贝蒙园的5.5弗隆的赛道纪录后，她以1分03秒的成绩赢得了时尚锦标。随后，她以9个马位的优势赢得了阿斯托利亚锦标，以 2又1/4马身的优势赢得了联谊会锦标。但联谊会锦标赛后，暴徒出现发烧与咳嗽，但最终仍能出战斯宾纳维锦标，以12又3/4马身的优势赢下。之后，她的右后腿骨裂使暴徒提前结束了她的2岁赛季，但其优异成绩仍让其获得了日蚀奖最佳二岁雌马奖。
3岁期间
1975年4月14日，暴徒在津贴赛中以4又3/4的马身胜利复出。然后，她在秀丽锦标中以 7又3/4马身轻松赢下，接着瞄准了由橡子锦标、母鹅锦标和CCA橡树组成的纽约雌马三冠。暴徒继续在纽约雌马三冠中展示她超凡的实力，以8又1/4马身赢得橡子锦标，以 13又1/2马身赢得母鹅锦标，以2又3/4马身赢得CCA橡树，达成了纽约雌马三冠的同时造就了她10场无败的成绩。
单挑赛
暴徒赢得CCA橡树赛后，原定的30万美元“冠军之战”（肯塔基德比冠军愚悦 vs 必利时锦标冠军Master Derbyvs贝蒙锦标冠军Avatar）因Avatar拒绝东征告吹。当万满园提出40万美元暴徒vs愚悦单挑赛时，纽约赛马协会（NYRA）截胡促成对决。
与所有伟大的单挑赛一样，暴徒对愚悦的比赛有一个“噱头”，尽管这个噱头看似牵强。在这场单挑赛的两年前，网球冠军比利·简·金在一场备受瞩目的黄金时段电视对决中击败了博比·里格斯，这场赛事据称证明了女性运动员能与男性同场竞技。
事实上，比利·简·金与博比·里格斯的“对决”唯一证明的是：一位正值巅峰的六届温网冠军可以轻松击败一位早已过气的网球老手，但似乎无人深究这一点。当时女权运动正盛，急需更多女性英雄。  
当暴徒与愚悦的单挑赛宣布时，女权运动迅速将暴徒视为象征，这场赛事几乎一夜之间被赋予了超越赛马本身的意义。暴徒成为了文化符号，比赛不再关乎“哪匹马更强”，而是演变为一场性别之战，胜者将为其性别赢得话语权。
赛前测量显示，暴徒的肩高为16掌2英寸（约1.68米），比15掌3.25英寸（约1.58米）的愚悦高出近3英寸。体重方面，暴徒以1,125磅（约510公斤）力压对手的1,061磅（约481公斤）。 
赛事敲定之初，尚有两点悬而未决：是否开放投注或仅作表演赛，以及起跑闸门的位置。前者易解——纽约赛马协会正试行周日赛马，开放投注能提升关注度与收益。  
后者更为复杂。贝蒙主赛道周长1.5英里（约2414米），为全美最长赛道。1.25英里（约2012米）比赛的起跑点可选在第一弯道中段或通向后直道的长直道末端，但二者均有弊端。
纽约赛马协会主席Jack J. Dreyfus Jr.（赛事策划者之一）希望将起跑点设于弯道处，以便看台观众观赏全程，此举也更利于电视转播——CBS为赛事提供了大部分奖金并拥有商业利益。
然而弯道起跑意味着马匹需在加速瞬间处理弯道转向。尽管只有两匹马参赛，交通问题风险较低，但比赛仍可能被外部因素干扰。
若从长直道末端起跑，看台观众几乎看不到起跑场景，前1/4英里也难观全貌，同时增加电视转播难度。此外，马匹需短暂跨越贝蒙园训练赛道进入主赛道，地面切换可能影响步态，而此类赛事胜负往往取决于毫厘之差。
但暴徒的练马师弗兰克·Y·怀特利坚决反对弯道起跑方案。最终纽约赛马协会妥协。
在比赛中，暴徒冲出闸门时猛烈撞击肩部，随即调整姿态。首个1/4英里（402米）以22.2秒完成，她以微弱鼻尖领先。跑过1弗隆（201米）后，当暴徒切换领跑腿时已领先半个马身——此时一声骨裂脆响传入两位骑师耳中。她的右前腿两块籽骨完全断裂。骑师哈辛托·瓦斯奎兹试图勒停，但这匹雌马拒绝止步。她继续狂奔，碾碎籽骨、撕裂球节皮肤与韧带，直至蹄部无力晃荡。瓦斯奎兹坦言根本无法阻止她，"她仍试图完成比赛"。
四名兽医与一名骨科医生立即施救。长达12小时的紧急手术中，她两度停止呼吸被抢救回来。麻醉消退后，她在铺软垫的恢复栏内疯狂挣扎，宛如仍在赛场奔驰。尽管多名医护人员竭力控制，她仍在地面旋转扑腾，沉重的石膏反复撞击肘部直至粉碎。主治兽医描述："她的肘骨如冰块坠地般支离破碎"。石膏松动脱落，前腿伤口再度撕裂，手术成果尽毁。医疗团队判定她无法承受更复杂的腿部与肘部修复手术（术后长期静养更无可能），于7月7日凌晨2:25实施了安乐死。
心血管外科专家Edward Keefer（曾为Spanish Riddle设计首例马用义肢）参与救治，但当时兽医学尚处探索期。“若在今日，她或许能活。”Keefer晚年坦言。
| 日期          | 赛道     | 比赛长度 | 比赛名         | 分级 | 参赛马匹数量 | 起步档位 | 名次   | 完成时间 | 胜负距离 | 骑师              | 影像资料                                                         |
| ------------- | -------- | -------- | -------------- | ---- | ------------ | -------- | ------ | -------- | -------- | ----------------- | ---------------------------------------------------------------- |
| 1974年5月22日 | 贝蒙园   | 5.5弗隆  | 处女赛         |      | 10           | 9        | 1      | 1:03.0   | 15       | 哈辛托·瓦斯奎兹   | YouTube上的Ruffian - 1974 Maiden Special Weights                 |
| 6月12日       | 贝蒙园   | 5.5弗隆  | 时尚锦标       | G3   | 6            | 3        | 1      | 1:03.0   | 6又3/4   | 哈辛托·瓦斯奎兹   | YouTube上的Ruffian - 1974 Fashion S. (G3)                        |
| 7月10日       | 雅佳特   | 5.5弗隆  | 阿斯托利亚锦标 | G3   | 4            | 2        | 1      | 1:02.8   | 9        | 小文斯·布拉西亚尔 | YouTube上的Ruffian - 1974 Astoria S. (G3)                        |
| 7月27日       | 万满园   | 6弗隆    | 联谊会锦标     | G1   | 4            | 3        | 1      | 1:09.0   | 2又1/2   | 哈辛托·瓦斯奎兹   | YouTube上的Ruffian - 1974 Sorority Stakes                        |
| 8月23日       | 萨拉托加 | 6弗隆    | 斯宾纳维锦标   | G1   | 4            | 2        | 1      | 1:08.6   | 12又3/4  | 小文斯·布拉西亚尔 | YouTube上的Ruffian - 1974 Spinaway S. (G1)                       |
| 1975年4月14日 | 雅佳特   | 6弗隆    | 津贴赛         |      | 5            | 2        | 1      | 1:09.4   | 4又3/4   | 哈辛托·瓦斯奎兹   | YouTube上的Ruffian - 1975 Allowance                              |
| 4月30日       | 雅佳特   | 7弗隆    | 秀丽锦标       | G3   | 5            | 3        | 1      | 1:21.2   | 7又3/4   | 哈辛托·瓦斯奎兹   | YouTube上的Ruffian - 1975 Comely S. (G3)                         |
| 5月10日       | 雅佳特   | 8弗隆    | 橡子锦标       | G1   | 7            | 3        | 1      | 1:34.4   | 8又1/4   | 哈辛托·瓦斯奎兹   | YouTube上的Ruffian - 1975 Acorn S. (G1)                          |
| 5月31日       | 雅佳特   | 9弗隆    | 母鹅锦标       | G1   | 7            | 6        | 1      | 1:47.4   | 13又1/2  | 哈辛托·瓦斯奎兹   | YouTube上的Ruffian - 1975 Mother Goose S. (G1)                   |
| 6月21日       | 贝蒙园   | 12弗隆   | CCA橡树        | G1   | 7            | 5        | 1      | 2:27.8   | 2又3/4   | 哈辛托·瓦斯奎兹   | YouTube上的Ruffian - 1975 Coaching Club American Oaks (G1)       |
| 7月6日        | 贝蒙园   | 10弗隆   | 单挑赛         |      | 2            | 1        | 未完成 | 未完成   | 未完成   | 哈辛托·瓦斯奎兹   | YouTube上的Ruffian vs. Foolish Pleasure - The Great Match (1975) |

## 安葬
1975年7月7日晚9时，贝尔蒙特公园当日赛事结束后，暴徒的遗体在私人仪式中被安葬于赛道内侧草坪，鼻尖正对终点线。
2023年8月，官方宣布将其遗骸从贝尔蒙特公园迁出，重新安葬于出生地肯塔基州克莱伯恩农场的Marchmont墓地。此举由马主之子Stuart Janney III与纽约赛马协会及克莱伯恩农场协商决定——因原墓地位于贝尔蒙特新建的1英里合成赛道规划区。Janney期望在新墓地"能让更多公众向Ruffian致哀"。

## 血统
暴徒的父亲是Reviewer。Reviewer是一匹优秀的赛马，但在参赛的三个赛季中，它都曾受伤。在短暂的种马生涯中，它育出了两匹优秀的雌驹——Ruffian和Reviedere ，但却未能育出能够延续其父系的雄马。 

暴徒的母亲恶作剧的22场比赛中赢得了3场胜利，之后成为了一匹杰出的繁育母马。除了暴徒之外，恶作剧还产下了分级赛冠军、重要的种马Icecapade；产下了多匹分级赛冠军的雌驹Laughter；以及另一匹分级赛冠军、优秀的种马Buckfinder。恶作剧被评为1975年肯塔基年度最佳繁育母马。 
| 父線：帝王勇者                |            |            |                            |
| 種馬 审稿人                   | 勇者帝王   | 纳斯鲁拉   | Nearco                     |
| 種馬 审稿人                   | 勇者帝王   | 纳斯鲁拉   | Mumtaz Begum               |
| 種馬 审稿人                   | 勇者帝王   | Miss Disco | Discovery                  |
| 種馬 审稿人                   | 勇者帝王   | Miss Disco | Outdone                    |
| 種馬 审稿人                   | Broadway   | Hasty Road | Roman                      |
| 種馬 审稿人                   | Broadway   | Hasty Road | Traffic Court              |
| 種馬 审稿人                   | Broadway   | Flitabout  | Challedon                  |
| 種馬 审稿人                   | Broadway   | Flitabout  | Bird Flower                |
| 繁殖雌馬 恶作剧               | 天才舞者   | Polynesian | Unbreakable                |
| 繁殖雌馬 恶作剧               | 天才舞者   | Polynesian | Black Polly                |
| 繁殖雌馬 恶作剧               | 天才舞者   | Geisha     | Discovery                  |
| 繁殖雌馬 恶作剧               | 天才舞者   | Geisha     | Miyako                     |
| 繁殖雌馬 恶作剧               | Bold Irish | 战狐       | Sir Gallahad               |
| 繁殖雌馬 恶作剧               | Bold Irish | 战狐       | Marguerite                 |
| 繁殖雌馬 恶作剧               | Bold Irish | Erin       | Transmute                  |
| 繁殖雌馬 恶作剧               | Bold Irish | Erin       | Rosie O'Grady (family 8-c) |
| 雌系：8-c                     |            |            |                            |
| 五代內近親交配：Discovery 5x5 |            |            |                            |

[[Category:1972年出生的动物]]
[[Category:1975年逝世的动物]]
[[Category:競賽馬匹]]
[[Category:美國競賽馬匹]]